# Остракон (сайт)
Остракон (от греч. οστράκων «черепок») — литературный сайт Александра Бараша, основанный в 1998 году.
Сайт ОСТРАКОН представляет произведения ведущих русских авторов Израиля (Александр Гольдштейн, Савелий Гринберг, Михаил Генделев и др.) и писателей Москвы и Санкт-Петербурга, в том числе Николая Байтова, Аркадия Бартова, Олега Дарка. В разделе переводов размещены подборки нескольких крупнейших ивритоязычных поэтов Израиля (Иегуда Амихай, Давид Авидан, Иона Волах и др.).
ОСТРАКОН является одним из главных Интернет-ресурсов по русской литературе Израиля — и главным образом по той её части, которая определяет себя в качестве еврейской или израильской литературы на русском языке, понятой как интегральная составляющая еврейской литературы, литературы Израиля, литературы Средиземноморья: «„Остракон“ — это русская литература Израиля, но не всякая, а позиционирующая себя как израильская литература на русском языке». В 2000 году сайт был номинантом премии «Малый Букер» в категории «Литературный проект».